# Aluminiumhydrid
Aluminiumhydrid (Alan) ist eine chemische Verbindung aus den Elementen Aluminium und Wasserstoff mit der Verhältnisformel (AlH3)x. Es ist ein farbloses Pulver, welches oberhalb von 100 °C in seine Bestandteile zerfällt. Aluminiumhydrid ist außerordentlich feuchtigkeits- und oxidationsempfindlich. Es verbrennt explosionsartig an Luft und kann zur Speicherung von Wasserstoff in wasserstoffbetriebenen Fahrzeugen eingesetzt werden.

## Eigenschaften
Von Aluminiumhydrid kennt man fünf kristalline Phasen (α, γ, δ, ζ), von denen bislang nur die Struktur der α-Phase erforscht wurde. Durch Einbau von Magnesium mit einem Massenanteil (veraltet Gewichtsprozent) von  0,01 bis 3 %   kann die Vakuumstabilität von α-Aluminiumhydrid signifikant erhöht werden. Auch kann die Beständigkeit gegenüber Hydrolyse durch Tempern erhöht werden. So behandeltes α-Aluminiumhydrid wurde intensiv als energetischer Zusatz für Raketentreibstoffe und Sprengstoffe untersucht.

## Synthese
Die Darstellung von Aluminiumhydrid erfolgt zweckmäßig durch die Umsetzung von Aluminiumchlorid mit Lithiumaluminiumhydrid in Diethylether:
{\displaystyle \mathrm {AlCl_{3}+3\ LiAlH_{4}\longrightarrow 3\ LiCl+4\ AlH_{3}} }
Hierbei wird zunächst eine als Monomer anfallende Verbindung, das Etherat
{\displaystyle \mathrm {H_{3}Al\cdot O(C_{2}H_{5})_{2}} \,}
gebildet, welche sich allmählich in das hochpolymere Aluminiumhydrid umwandelt.

## Reaktionsverhalten
Aluminiumhydrid reagiert mit Wasser sehr stark unter Wasserstoff-Freisetzung gemäß:
{\displaystyle \mathrm {AlH_{3}+3\ H_{2}O\longrightarrow Al(OH)_{3}+3\ H_{2}} }
Zusammen mit anderen Metallhydriden bildet Aluminiumhydrid Alanate. Wichtigster Vertreter ist das Lithiumaluminiumhydrid (Lithiumalanat):
{\displaystyle \mathrm {AlH_{3}+LiH\longrightarrow LiAlH_{4}} }
Wegen seiner Unlöslichkeit hat es als Reduktionsmittel kaum Bedeutung.
Das Dimer Al2H6 ist isostrukturell zu Diboran (B2H6) und Digallan (Ga2H6).